# Acorypha unicarinata
Acorypha unicarinata är en insektsart som beskrevs av Krauss 1877. Acorypha unicarinata ingår i släktet Acorypha och familjen gräshoppor. Inga underarter finns listade i Catalogue of Life.

## Bildgalleri

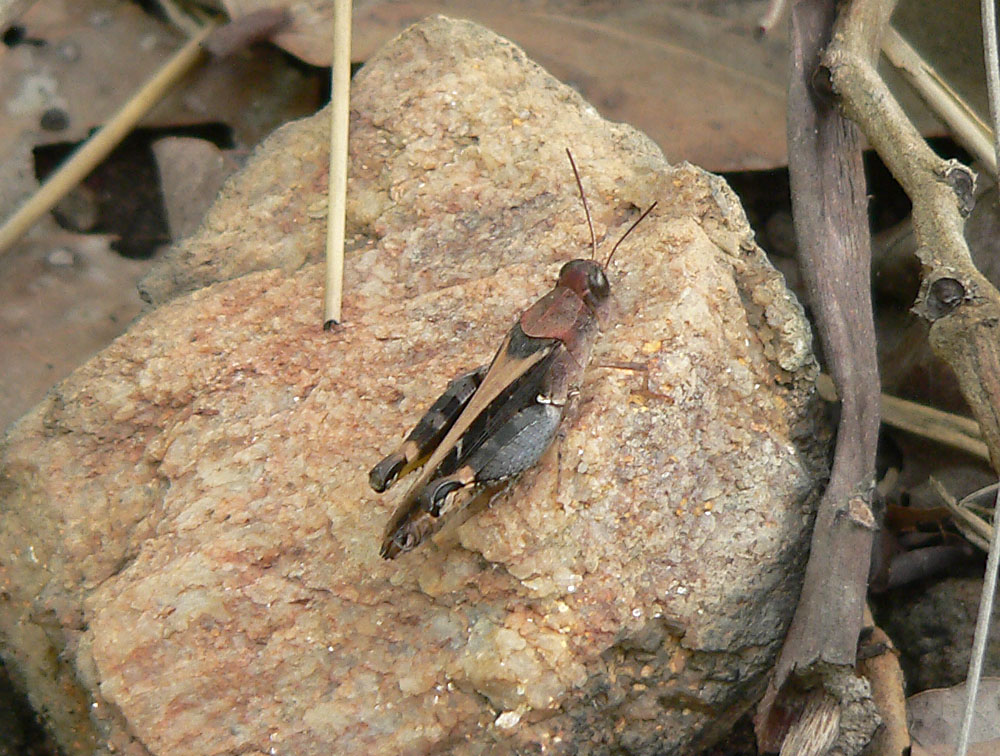